# Bukowina

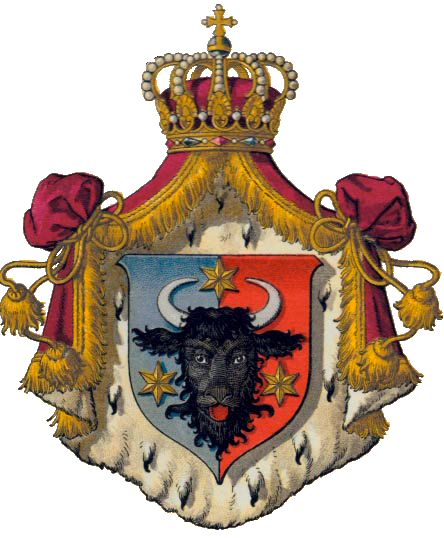
Wappen des Herzogtums Bukowina

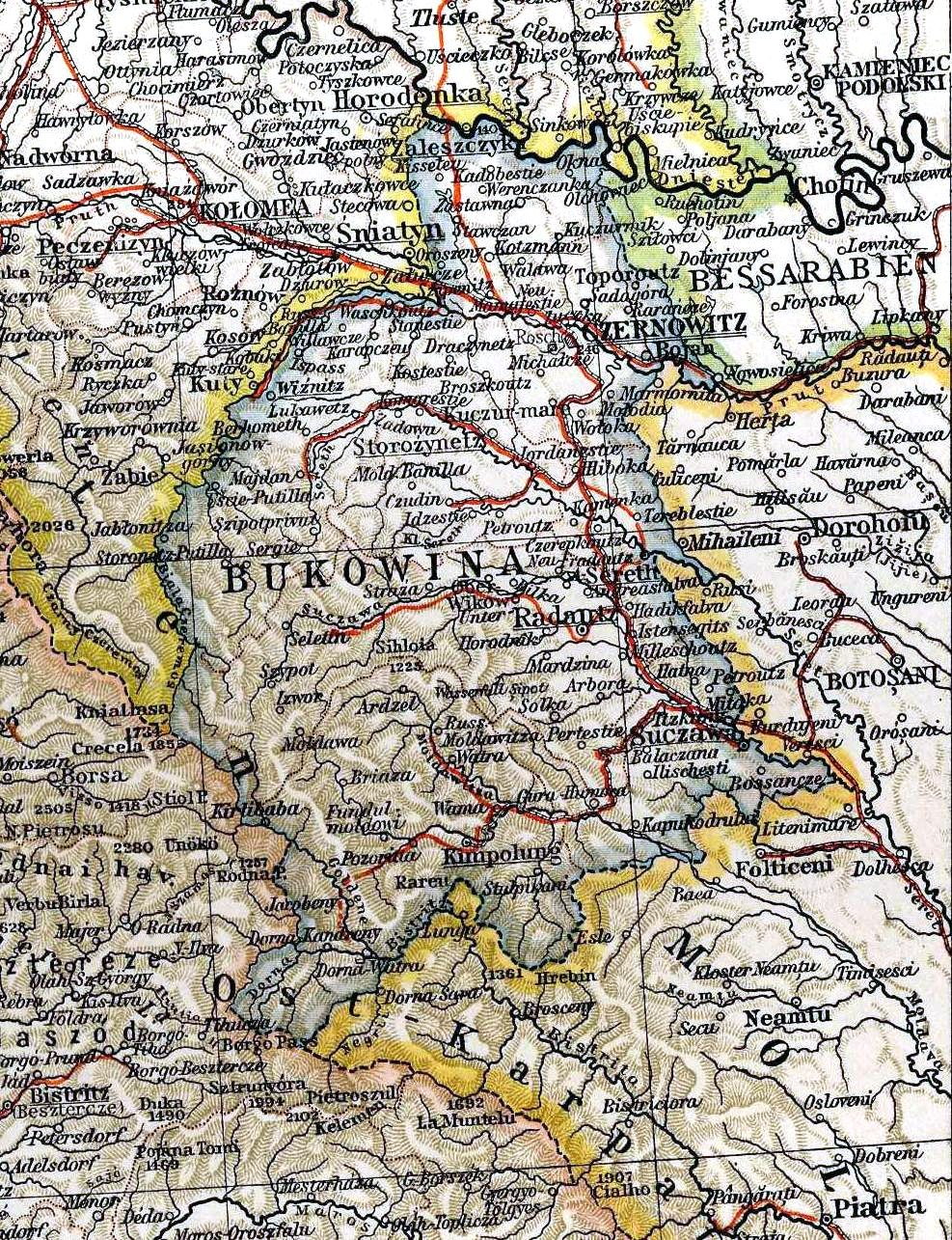
Karte der Bukowina aus dem Jahr 1901

Die Bukowina (IPA: ˌbukɔˈviːnaː, anhörenⓘ, deutsch auch Buchenland; rumänisch Bucovina, ukrainisch Буковина Bukowyna, polnisch Bukowina) ist eine historische Landschaft nordöstlich der Karpaten im Grenzraum zwischen Mittel-, Südost- und Osteuropa. Die nördliche Hälfte gehört zur Ukraine und ist Teil der Oblast Tscherniwzi. Die südliche Hälfte gehört zu Rumänien und ist Teil des Kreises Suceava. Hier liegen auch die Moldauklöster, die zum Weltkulturerbe der UNESCO zählen. Die Bukowina war, wie das östlich davon liegende Bessarabien, jahrhundertelang ein Teil des historischen Fürstentums Moldau, von 1775 bis 1918 gehörte das Gebiet mit seiner multiethnischen Bevölkerung zur Habsburgermonarchie. Im Nordwesten liegt Ostgalizien, im Südwesten Siebenbürgen. Angesichts der vielfältigen ethnischen Herkunft seiner Bewohner wurde das Syntagma „homo bucovinensis“ bekannt, um eine tolerante Person zu bezeichnen, die mindestens zwei Sprachen spricht. Darüber hinaus war die Bukowina auch als die „Schweiz des Ostens“ oder die „Schweiz Osteuropas“ oder auch „Kleines Europa“ bekannt.

## Name
Der Begriff „Bukowina“ stammt aus den slawischen Sprachen und bezeichnet ein mit Buchen bewaldetes Gebiet (бук= Buche; -овина= slawisches Merkmalssuffix). Vor allem im westslawischen Raum ist er als Toponym weit verbreitet. Dieser Begriff wurde im Laufe des Mittelalters auch von der rumänischen Sprache übernommen und mehrere buchenreiche Gegenden im Fürstentum Moldau wurden als bucovină benannt, einschließlich des Gebietes, das später von den Habsburgern annektiert wurde. Das Wappen des Kronlands Bukowina entstand auf der Grundlage des moldauischen Wappens.

## Geographie
Das Herzogtum Bukowina erstreckte sich im Jahr 1900 über 10.441 km² und hatte 730.000 Einwohner.
Die Landschaft grenzt im Südwesten an die Karpaten. Den Übergang nach Siebenbürgen bildet der Tihuța-Pass, früher als Borgopass bekannt. In den Karpaten entspringen die Flüsse Siret und Moldova. Nach der Moldova sind Landschaft und Fürstentum Moldau benannt. Im Norden geht das Land in die Ebene über und reicht bis an den Dnister. Auch der Pruth, der östliche Grenzfluss Rumäniens, fließt durch die Bukowina.
Das Klima des Landes wurde 1895 als „gesund, aber rauh“ bezeichnet, die mittlere Jahrestemperatur in Czernowitz mit 8,3 °C, in den höheren Landesteilen mit 5,6 °C angegeben, die durchschnittliche jährliche Niederschlagsmenge mit 580 mm.

## Bevölkerung
Historische Hauptstadt ist Czernowitz. Die Bevölkerung war sehr stark gemischt, wobei neben Ukrainern (damals als Ruthenen bezeichnet) und Rumänen auch Deutsche und Juden, vor allem im Gebiet um Czernowitz, stark vertreten waren.
Während der russischen Besetzung 1772 bis 1774 wurde eine erste Volkszählung durchgeführt. Dabei ging man jedoch nicht auf die ethnische Zusammensetzung der Bevölkerung ein. Im 20. Jahrhundert versuchten verschiedene rumänische Forscher, diese Zusammensetzung aufgrund der Familiennamen nachzuvollziehen. Diese Art der Auswertung, die von heutigen Wissenschaftlern bezweifelt wird, erbrachte sehr unterschiedliche Zahlen, die zwischen einem Anteil 65 bis 85 % Rumänen schwanken.
1910 bekannten sich 22 % der Bevölkerung zur deutschen Umgangssprache, wovon 96.000 Juden und 72.000 Christen (meist Buchenland- oder Bukowinadeutsche) waren. Zur jüdischen Religion bekannten sich 1890 ca. 13 Prozent. Dieser Anteil war in den Jahrzehnten zuvor stark gestiegen. So betrug er 1857 6,5 %, 1869 9,3 % und 1880 11,8 %. Deutschsprachige Bevölkerungsmehrheiten gab es damals in mehreren größeren Ortschaften, neben Czernowitz auch in Radautz, Gura Humora, Kimpolung, Sereth, Suczawa und Dorna Watra.
Die Möglichkeit, als Umgangssprache Jiddisch anzuführen, war vom Wiener Ministerium abgelehnt worden. Vorhergegangene Volkszählungen hatten ein starkes Anwachsen des Deutschen ergeben; die getrennte Zählung Jiddischsprachiger hätte deutsche Besitzstände in Frage gestellt.
Der Bevölkerungsanteil der Rumänen und Ukrainer in der Bukowina hat sich im Laufe der habsburgischen Herrschaft merklich geändert, wie die Ergebnisse folgender Volkszählungen zeigen:
| Jahr | Rumänen | Rumänen | Ukrainer | Ukrainer | Andere  | Andere | Insgesamt | Insgesamt |
| ---- | ------- | ------- | -------- | -------- | ------- | ------ | --------- | --------- |
| 1774 | 064.000 | 85,33 % | 008.000  | 10,66 %  | 003.000 | 04,0 % | 0~ 75.000 |           |
| 1786 | 091.823 | 67,8 %  | 031.671  | 23,4 %   | 012.000 | 08,8 % | ~ 135.000 |           |
| 1848 | 209.293 | 55,4 %  | 108.907  | 28,8 %   | 059.381 | 15,8 % | ~ 377.581 |           |
| 1869 | 207.000 | 40,5 %  | 186.000  | 36,4 %   | 118.364 | 23,1 % | ~ 511.000 |           |
| 1880 | 190.005 | 33,4 %  | 239.960  | 42,2 %   | 138.758 | 24,4 % | ~ 568.723 |           |
| 1890 | 208.301 | 32,4 %  | 268.367  | 41,8 %   | 165.827 | 25,8 % | ~ 642.495 |           |
| 1900 | 229.018 | 31,4 %  | 297.798  | 40,8 %   | 203.379 | 27,8 % | ~ 730.195 |           |
| 1910 | 273.254 | 34,1 %  | 305.101  | 38,4 %   | 216.574 | 27,2 % | ~ 794.929 |           |

 1895 kamen auf 1 km² 62 Einwohner.

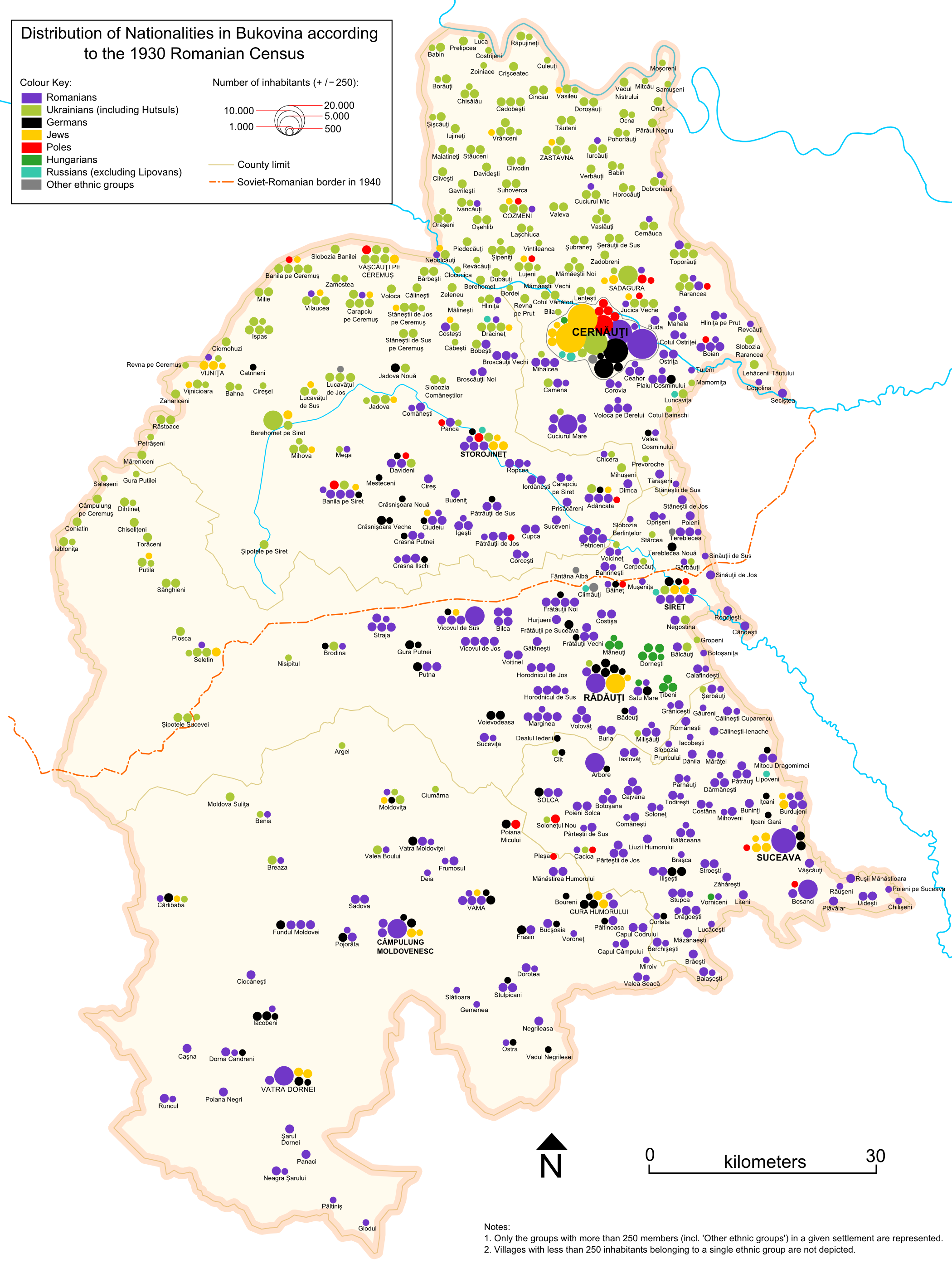
Ethnische Gruppen (1930)

Wegen ihrer traditionell stark multikulturellen Bevölkerung benutzt der Rechtswissenschaftler Gunther Teubner den Begriff Bukowina als Metapher zur Beschreibung pluralistischer Entwicklungen auch im internationalen Recht, wie sie sich im Zuge der Globalisierung seit den 1990er Jahren zeigen, und spricht von einer „globalen Bukowina“.

## Geschichte
In der Antike war das Gebiet der heutigen Bukowina von Dakern und Bastarnen bewohnt. Vom 1. Jahrhundert v. Chr. bis zum Ende des letzten Dakerkriegs 106 n. Chr. gehörte es zu diversen Dakerreichen. Im 7. Jahrhundert wurde die Region von Slawen besiedelt. Sie wurde später Bestandteil der Kiewer Rus sowie des ostslawischen Fürstentums Halitsch-Wolhynien. In diese Zeit fällt auch die Gründung von Czernowitz. Nach der Verwüstung der Rus durch die Mongolen wurde die Bukowina Teil des Fürstentums Moldau und im 14. bis Mitte des 16. Jahrhunderts sogar dessen politisches Zentrum (dies änderte sich 1565 mit der Verlegung der Hauptstadt von Suceava nach Iași). Ab 1512 geriet das Fürstentum unter zunehmenden osmanischen Einfluss. 1769–1774 war die Bukowina von Russland besetzt.

### Österreichische Herrschaft

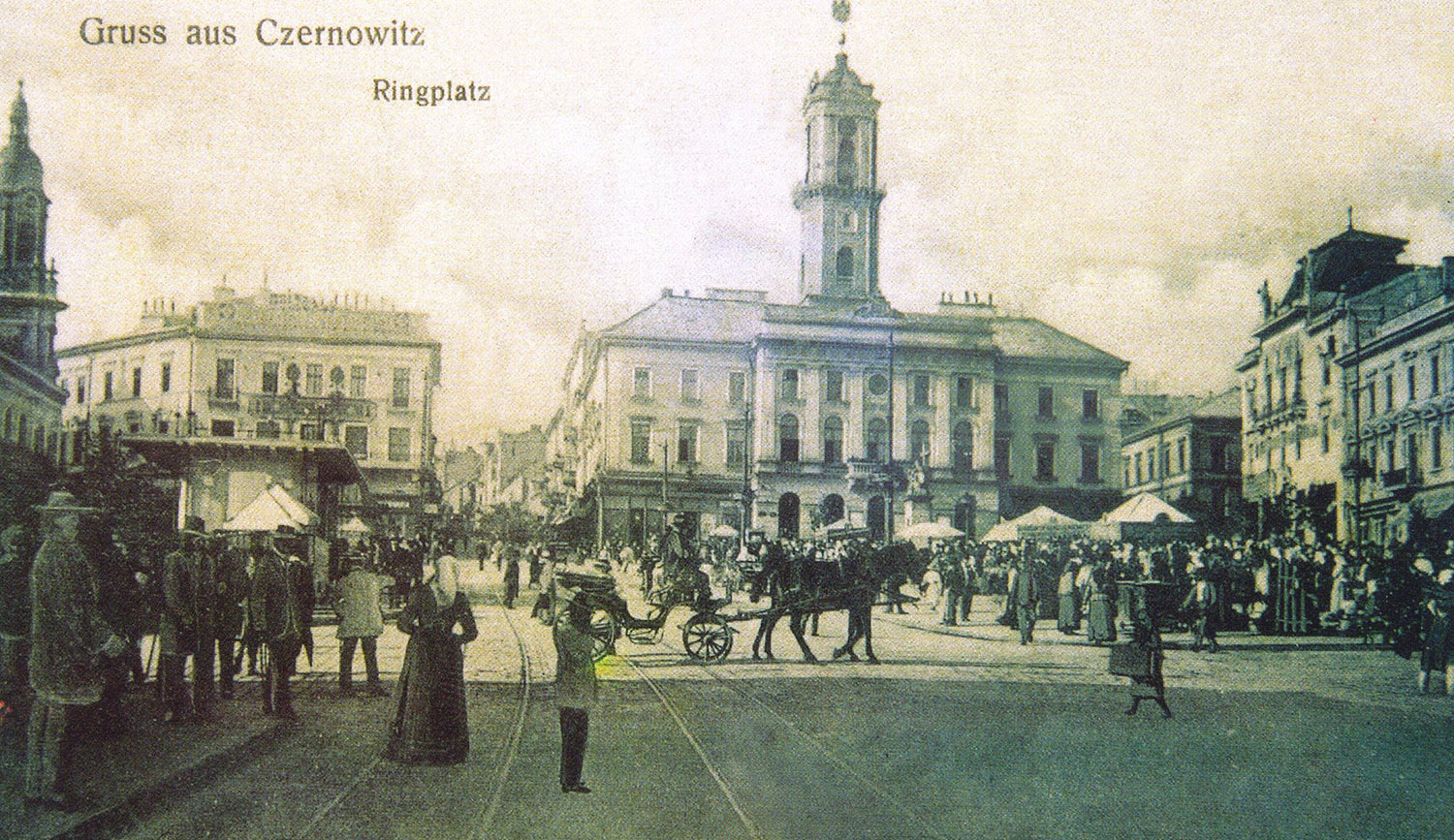
Czernowitz (1900)

Seit langem strebte die Habsburgermonarchie nach einer besseren Verbindung von Siebenbürgen zum gerade erworbenen Galizien. Nach dem Frieden von Kücük gelang es ihr 1775, bei der Hohen Pforte die Abtretung des 10.000 km² großen Gebietes zu erreichen. In dem Vertrag wurde es zum ersten Mal als Bukowina – Buchenland – bezeichnet.
Der Reformkaiser Joseph II. fand durch die Angliederung des Landes an das habsburgische Herrschaftsgebiet eine dankbare Aufgabe. Im Reich ließ er Aufrufe zur Kolonisation der Bukowina veröffentlichen. Der Widerhall war stark. In wochenlangen Trecks zogen Bauernfamilien, vorwiegend aus Württemberg, die Donau hinab. Viele blieben im Banat, andere zogen über die Karpaten oder über Galizien weiter.
Noch für Jahrzehnte blieb das Gebiet des späteren Kronlandes ein Teil des Kronlandes Galizien. Um 1848 war sein Eigengewicht aber so groß, dass man sich in Wien entschloss, einer Petition der Stände der Bukowina nachzukommen und es zu einem Herzogtum und Czernowitz zur Hauptstadt zu machen.
In der Verwaltung, an deren Spitze die k.k. Landesregierung stand, und vor Gericht waren seit 1864 Deutsch, Rumänisch und Ruthenisch, wie das Ukrainische damals genannt wurde, gleichberechtigte Sprachen.

#### Landesordnung
Mit der Reichsverfassung 1861 erhielt die Bukowina im Kaisertum Österreich eine Landesordnung, der zufolge in Czernowitz ein Landtag mit seinem Exekutivausschuss, dem Landesausschuss, errichtet wurde. Diesen autonomen Landesorganen stand als Vertreter von Kaiser und Wiener Regierung der nun Landespräsident genannte k.k. Landeschef mit der hier Landesregierung genannten Statthalterei gegenüber. Bei der 1867 erfolgten Teilung des bisher einheitlichen Kaisertums in eine österreichische und eine ungarische Monarchie verblieb die Bukowina bei Österreich.
Im Landtag saßen 1895 der griechisch-orientalische Erzbischof von Czernowitz, der Rektor der 1875 gegründeten Franz-Josephs-Universität, zehn (vorwiegend rumänische) Abgeordnete der Großgrundbesitzer, fünf Abgeordnete der Städte, zwei der Handels- und Gewerbekammern und zwölf Abgeordnete der Landgemeinden.
In das Abgeordnetenhaus des Reichsrats in Wien wählte die Bukowina 1895 neun Mitglieder. Mit der Wahlrechtsreform 1906 / 1907 erhöhte sich die Zahl der in der Bukowina (nunmehr von allen erwachsenen männlichen Staatsbürgern mit gleichem Stimmgewicht) zu wählenden Reichsratsabgeordneten auf 14.

#### Verwaltung
Nach zehnjähriger Militärverwaltung wurde die Bukowina ab 1786 als Kreis Czernowitz (später Kreis Bukowina) des Königreichs Galizien und Lodomerien verwaltet (siehe auch Verwaltungsgliederung Galiziens). Seit 1804 war sie Teil des neu etablierten Kaisertums Österreich. 1849 wurde sie zum Kronland erhoben und zunächst noch von Lemberg aus regiert, erhielt aber schon 1850 eine eigene k.k. Statthalterei in Czernowitz. Sie teilte die Verwaltung 1850 in Gerichtsbezirke und Bezirkshauptmannschaften auf, letztere wurden aber wie überall in Österreich 1854 durch „gemischte Bezirksämter“ ersetzt. Erst 1868 wurde die politische und juridische Verwaltung endgültig getrennt, und es wurden wieder Bezirkshauptmannschaften errichtet, die mehrere Gerichtsbezirke umfassten und denen von 1850 im Zuschnitt sehr ähnlich waren.

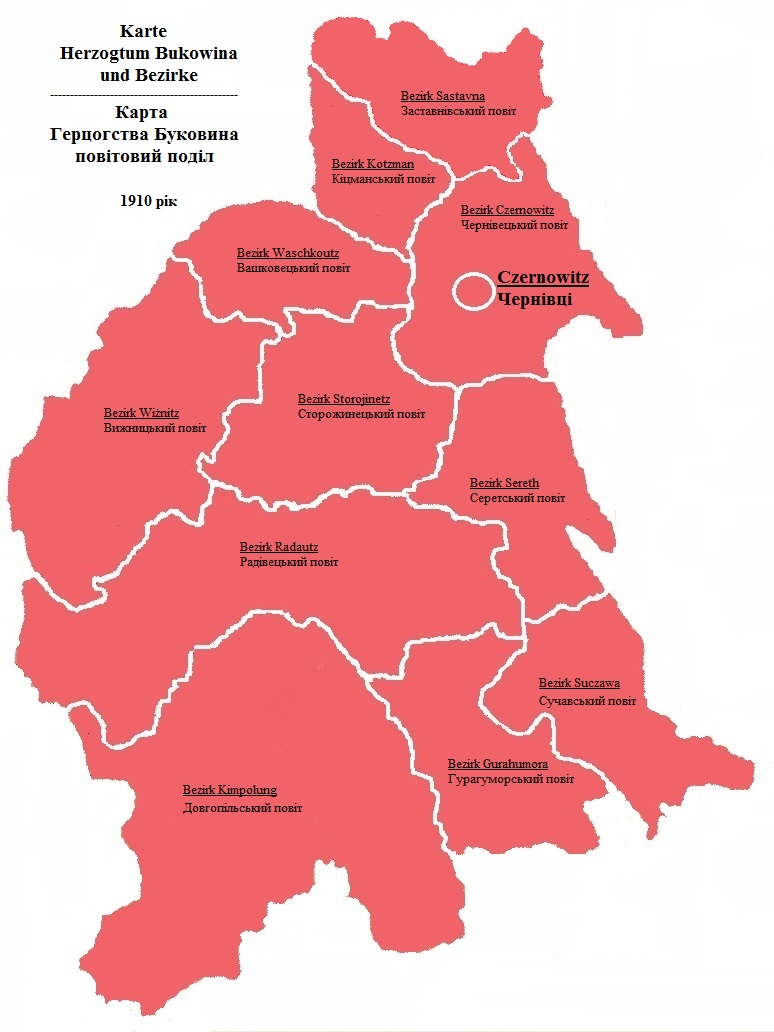
Übersichtskarte der Bezirkshauptmannschaften im Herzogtum Bukowina (1910)

1914 gab es folgende Bezirkshauptmannschaften:
- Statutarstadt Czernowitz
- Czernowitz (Umgebung)
- Gurahumora (seit 1. Oktober 1893[23])
- Kimpolung
- Kotzmann
- Radautz
- Sereth
- Storozynetz
- Suczawa
- Waschkoutz am Czeremosz (seit 1. Oktober 1903[24])
- Wiznitz
- Zastawna (seit 1. Oktober 1905[25])

##### Justizverwaltung
Basis der Justizverwaltung waren wie überall in Österreich die Gerichtsbezirke. Als zweite Instanz und für Strafsachen gab es ein Landesgericht in Czernowitz und ein Kreisgericht in Suczawa, diese unterstanden wiederum dem Oberlandesgericht in Lemberg, das für Ostgalizien und die Bukowina zuständig war.
1854 wurden die gemischten Bezirksämter eingeführt, die im Zuschnitt eine Weiterführung der Gerichtsbezirke waren, und die nach 1868 auch wieder als Gerichtsbezirke weitergeführt wurden.
Zu den Gerichtsbezirken im Einzelnen siehe Liste der Gerichtsbezirke in der Bukowina

#### Kirche

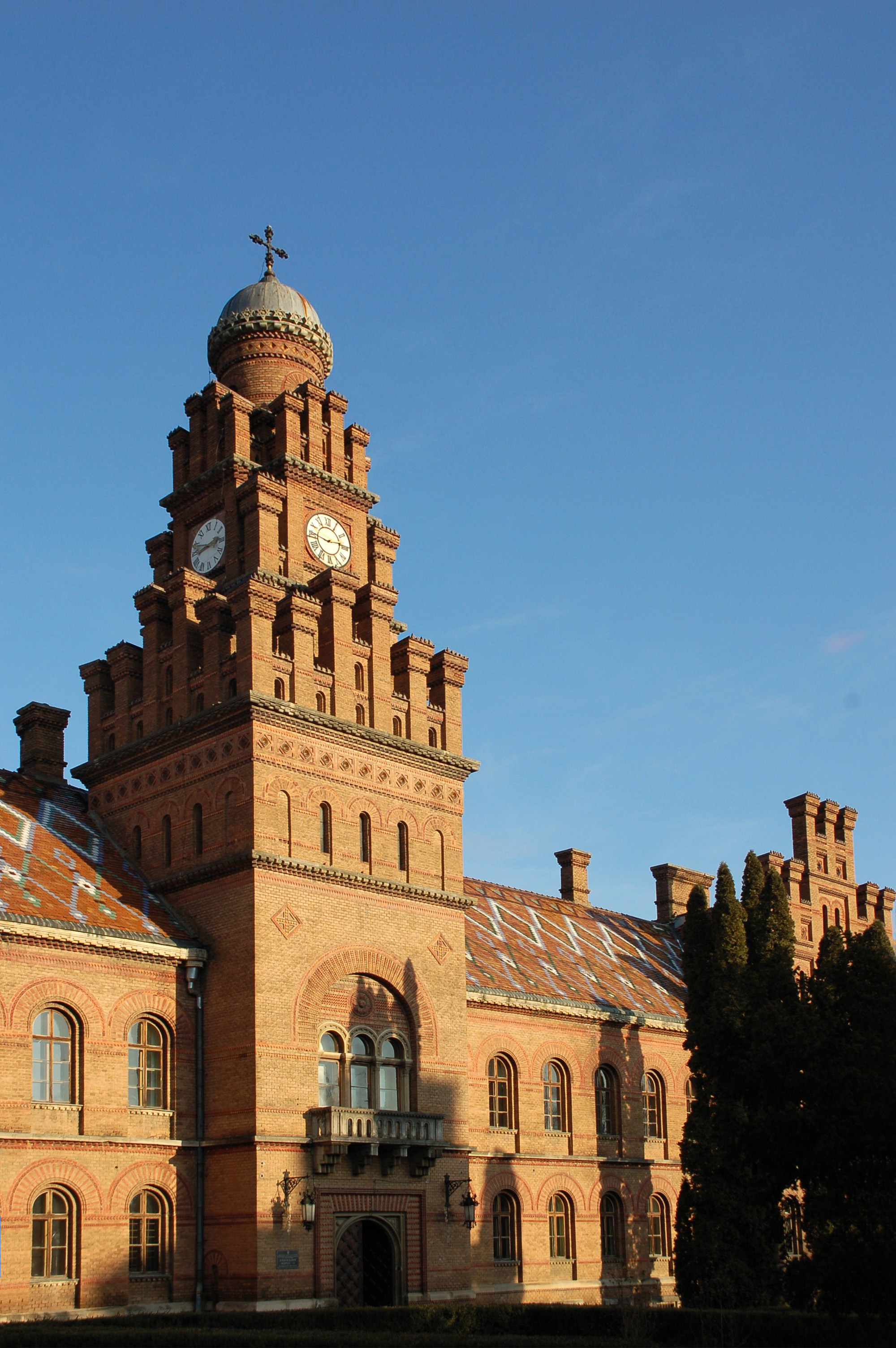
Erzbischöfliche Residenz in Czernowitz

#### Vielfalt und Aufschwung
Deutsche Siedler und deutsch- bzw. jiddischsprachige Juden, die schon bald nach der Angliederung an Österreich einwanderten (Bukowinadeutsche), trugen zur wirtschaftlichen und kulturellen Entwicklung des Landes im 19. Jahrhundert bei. Sadagora wurde in dieser Zeit zu einem Zentrum des Chassidismus. 1776 hatte die Bukowina nur 60.000 bis 70.000 Einwohner, die meisten waren Rumänen. Ab 1776 und im Laufe des gesamten 19. Jahrhunderts wuchs der Anteil der Ukrainer (Ruthenen), welche ab 1880 die größte Bevölkerungsgruppe der Bukowina wurden. Dafür gab es drei Ursachen: 1. das durchschnittlich größere demographische Wachstum der ukrainischen Bevölkerung gegenüber der rumänischen. Mittel- und Oberschichten, wie der traditionelle Bojarenadel, der orthodoxe Klerus und christlich-orthodoxe Städtebürger mit geringerem Bevölkerungswachstum waren, von Ausnahmen abgesehen, meist Rumänen, erst seit dem letzten Viertel des 19. Jahrhunderts / Anfang des 20. Jahrhunderts bildete sich auch eine signifikante ukrainische Mittel- und Oberschicht. 2. beobachteten österreichische Behörden besonders in den Dörfern beidseits des oberen Pruth eine weitreichende Zurückdrängung der rumänischen Umgangssprache durch die ruthenische (=ukrainische, viele Bauern waren dort immer zweisprachig, aber das zuvor mehrheitlich verwendete Rumänisch durch eine Dominanz des Ukrainischen ersetzt). Dazu kam 3. eine ruthenische Zuwanderung aus Ostgalizien, die aber nach Statistiken nicht die Hauptursache war, denn galizische Ruthenen/Ukrainer gehörten als Erbe der polnischen Union von Brest faktisch alle der unierten griechisch-katholischen Kirche an, während Rumänen und Ukrainer aus der vormals zum orthodoxen Fürstentum Moldau gehörenden Bukowina christlich-orthodoxer Konfession waren. Im Jahr 1900 ermittelte die Volkszählung in der Bukowina 23.388 „Griechisch-katholische“, aber 500.262 „Griechisch-orientalische“ (d. h. orthodoxe Rumänen und Ruthenen), was allein nicht einmal die Differenz zwischen 229.018 Rumänen und 297.798 Ukrainern im Kronland in diesem Jahr erklärt. Zu den Ukrainern gehörten im westlichen Karpaten-Bergland auch Huzulen, die wegen ihrer unterschiedlichen folkloristischen Traditionen und eigenem Dialekt in österreichischer Zeit, wie andere russinische Gruppen, getrennt erhoben wurden. Kleinere ethnische Gruppen waren Polen, die sich besonders in der Zeit, als die Bukowina bis 1848 zu Galizien gehört hatte, in zahlreichen Dörfern und Städten, teilweise als Beamte und Angehörige der Oberschicht angesiedelt hatten (zu ihnen gehörten auch einige armenisch-katholische Armeno-Polen), Ungarn (besonders in drei Siedlerdörfern, in zwei anderen teilweise), altorthodoxe Lipowaner russischer Umgangssprache und einige Roma. Die moldauischen Armenier, besonders in Suczawa waren durch Abwanderung in östlichere Länder und nach Wien nur noch eine winzige Minderheit.
Die Bukowina konnte sich in der Habsburgermonarchie nicht so gut entwickeln wie andere Regionen der Monarchie, weil sie von den wirtschaftlichen Zentren Österreichs weit entfernt war und jenseits der Ostgrenze der Monarchie auch keine starken Handelspartner zu finden waren.  Verglichen mit dem damaligen Rumänien sah die wirtschaftliche Bilanz allerdings gut aus. In der öffentlichen Wahrnehmung der zentralen Teile des Habsburgerreiches blieb die Region eine geografische wie geistige „Grenzprovinz“, Teil einer „‚orientalische[n]‘ Peripherie“, Sinnbild für provinzielle Rückständigkeit, das „ultima Thule der diesseitigen Reichshälfte“, ein „Stiefkind“ der Wiener Regierung, gekennzeichnet von „Pascha-Wirtschaft“ und „Corruptions-Bacillus“. Theodor Mommsen bezeichnete die Franz-Josephs-Universität in Czernowitz als „k.u.k. Strafkolonie“.

#### Bukowiner Ausgleich
Um die nationalitätenrechtlichen Probleme der Bukowina zu lösen, wurde 1910 die Wahlordnung im sogenannten Bukowiner Ausgleich reformiert. Er trat mit dem Gesetz zur Landtags-Wahlordnung für das Herzogtum Bukowina vom 26. Mai 1910 in Kraft. Der Landtag bestand jetzt aus 63 Mitgliedern und die Einteilung der Mandate (eigentlich der Wahlbezirke) beruhte auf dem nationalen Prinzip. Infolge der ethnischen Vielfalt des Landes soll das Wahlsystem eines der kompliziertesten in ganz Europa gewesen sein.

### Erster Weltkrieg
Im Ersten Weltkrieg wurde die Bukowina zweimal von Russland besetzt: 1914/15 und 1916/17. Um den Vormarsch der russischen Armee zu behindern, griff das k.u.k. Militär zur Strategie der verbrannten Erde, vernichtete auf ihrem Rückzug systematisch ganze Dörfer und vertrieb deren Bevölkerung, was eine enorme Flüchtlingswelle zur Folge hatte.
Die k.u.k. Armee benötigte deutsche Unterstützung, um die russischen Truppen wieder aus dem Land zu treiben. Österreich-Ungarn zerfiel Ende Oktober 1918. Bei der vom k.u.k. Kriegsministerium in Wien per 6. November 1918 angeordneten Demobilisierung der Armee wurden den entlassenen Soldaten in der Bukowina ihre Waffen belassen, was zu Schießereien führte. Rumänien hatte Ende Oktober 1918, gestützt auf historische Argumente, Anspruch auf die ganze Bukowina erhoben; die Ukrainer machten ihr Selbstbestimmungsrecht geltend und wollten das Land teilen.
Am 6. November 1918 übergab k.k. Landespräsident Josef von Ezdorf, der vergeblich auf Weisungen der bereits machtlosen k.k. Regierung in Wien gewartet hatte, die Landesregierung in Czernowitz an Vertreter der rumänischen und der ukrainischen Nation; sie versprachen, bis zur Friedenskonferenz gemeinsam vorzugehen, konnten sich allerdings über die Aufteilung der Bukowina nicht einigen. In der Folge besetzte die rumänische Armee nach und nach das Land, das am 28. November 1918 von Rumänien annektiert wurde. Die Bukowina wurde ohne Autonomierechte oder dergleichen in das Königreich Rumänien eingegliedert. Die von den Ukrainern angestrebte Teilung wurde erst 1945 nach dem Zweiten Weltkrieg vorgenommen.

### Rumänische Herrschaft (1918–1940/1944)

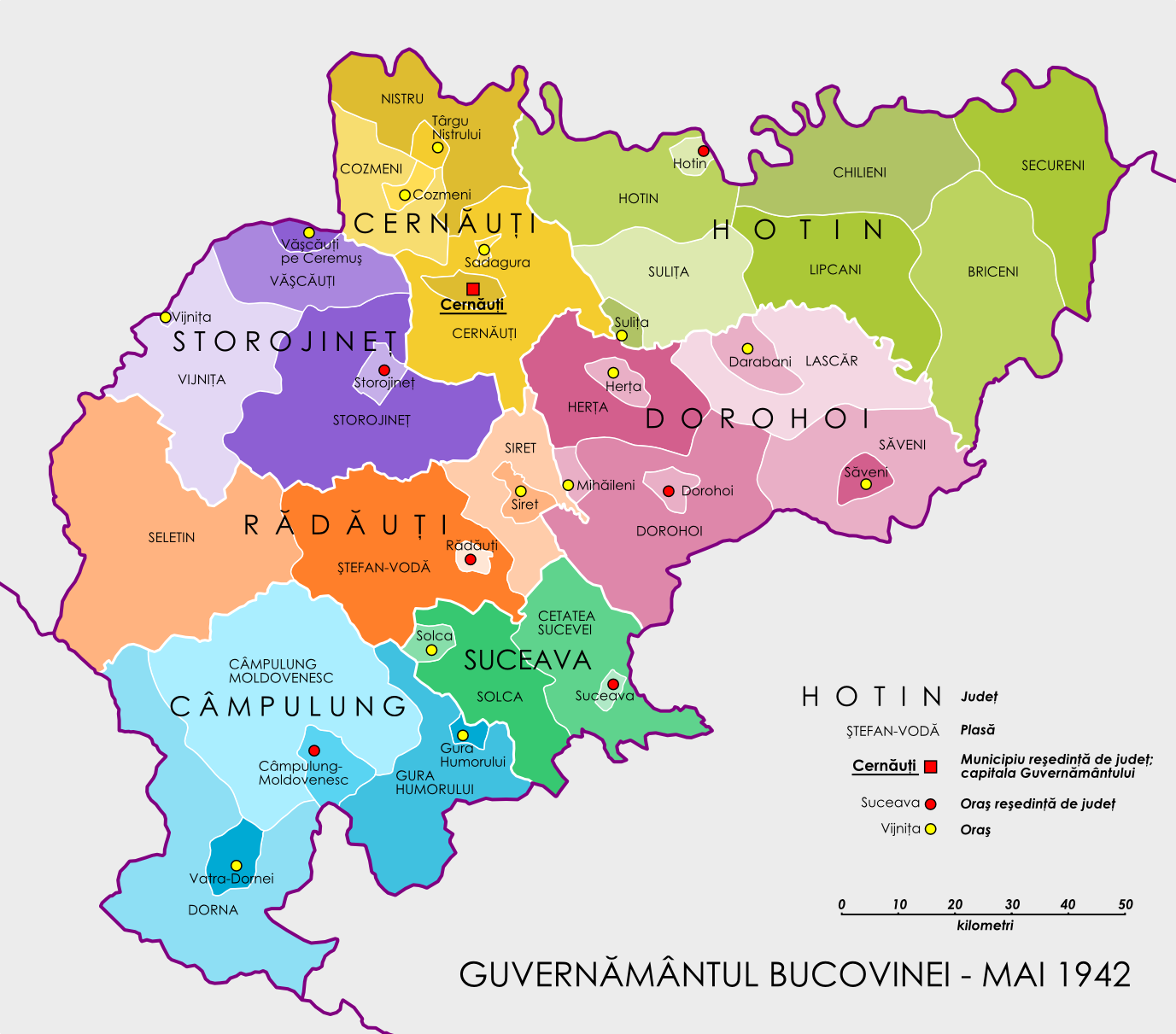
Verwaltungsgliederung des Gouvernements Bukowina innerhalb Großrumäniens

Nachdem es nach der faktischen Aufgabe der Bukowina durch Österreich-Ungarn zu einem Machtvakuum gekommen war, versuchten sowohl die Ukrainer als auch die Rumänen die Vormachtstellung zu gewinnen. Letztlich setzte sich Rumänien durch den Einmarsch von Truppenverbänden durch.
Am 28. November 1918 wurde im Synodensaal der Erzbischöflichen Residenz in Czernowitz durch einen Rumänischen Kongress die Vereinigung der Bukowina (rumänisch Bucovina) mit dem Königreich Rumänien proklamiert.
Während der Friedensverhandlungen in Paris 1919/20 verzichteten dann das republikanische Österreich und das verkleinerte Königreich Ungarn auch offiziell zugunsten Rumäniens auf die Bukowina; allerdings meldete Polen in der Konferenz vom 2. Juli 1919 Anspruch auf die Gemeinden des Czeremosz-Tales an. Nach Protesten der lokalen Bevölkerung wurde dieses Vorhaben wieder fallen gelassen, lediglich die fünf Gemeinden Babin, Luka, Prelipce, Swiniacze und Krisczatek im heutigen Rajon Sastawna wurden aus verkehrspolitischen Gründen der Zweiten Polnischen Republik zugeschlagen (hier verlief die Bahnstrecke von Horodenka nach Zaleszczyki durch Bukowinaer Gebiet). Eine polnisch-ukrainische Grenzkommission kam allerdings im Protokoll vom 26. Januar 1920 zu dem Schluss, dass auch auf dieses Gebiet verzichtet werden kann. In der Folge kam es zu einer starken Rumänisierungswelle. Vor allem die ukrainischen Bewohner der nördlichen Bukowina hatten unter starken Repressalien zu leiden.
Die Verwaltungsgliederung wurde zunächst beibehalten, die ehemaligen Bezirkshauptmannschaften wurden nun Präfekturen genannt und waren nicht mehr der Landesregierung, sondern einem Generaldirektorat in Czernowitz unterstellt. Am 14. Juni 1925 verfügte jedoch ein Gesetz zur Vereinheitlichung der Verwaltung die Auflösung der bisherigen Präfekturen und es wurden fünf neue Kreise gebildet:
- Kreis Câmpulung
- Kreis Cernăuți
- Kreis Rădăuți
- Kreis Storojineț
- Kreis Suceava

Diese blieben bis 1938 unverändert, danach kam das Gebiet der Bukowina zum Ținutul Suceava (Gebiet Suceava), der Name Bukowina war somit analog zur Tilgung des Namens Österreich im Deutschen Reich nach 1938 nicht mehr existent.
Ab 1941 kamen die ehemaligen fünf Kreise zusammen mit dem Kreis Hotin und dem Kreis Dorohoi zum neugebildeten Gouvernement Bukowina als Teil Großrumäniens.

### Zweiter Weltkrieg

Situation der Bukowina nach dem 28. Juni 1940

Am 24. August 1939, eine Woche vor Beginn des Zweiten Weltkriegs, schlossen das Deutsche Reich und die Sowjetunion den deutsch-sowjetischen Nichtangriffspakt. In einem geheimen Zusatzprotokoll wurden die territorialen Interessenbereiche der beiden Diktaturen in Nord-, Ost- und Südosteuropa festgelegt. In diesem Zusatzprotokoll war zwar nur die Rede von Bessarabien, aber die Sowjetunion besetzte am 28. Juni 1940 neben dem Territorium Bessarabiens auch den nördlichen Teil der Bukowina.
Am 5. September 1940 unterzeichneten in Moskau eine deutsche Kommission und der Beauftragte des Außenkommissariats der UdSSR die „Vereinbarung über die Umsiedlung der deutschstämmigen Bevölkerung aus den Gebieten Bessarabiens und der nördlichen Bukowina in das Deutsche Reich“. Sie vereinbarten eine Umsiedlung vom 15. September bis 15. November 1940.
Die Bukowinadeutschen wurden in das Deutsche Reich oder in besetzte Gebiete in Polen umgesiedelt. Zehntausende Rumänen wurden getötet oder nach Zentralasien deportiert. Die Grenzziehung von 1940 folgte nicht ganz den ethnischen Siedlungsgebieten, so dass zahlreiche Rumänen und Ukrainer auf der jeweils anderen Seite verblieben. 1941 eroberten rumänische Truppen, die an der Seite des Deutschen Reichs gegen die Sowjetunion kämpften, das sowjetisch besetzte Gebiet zurück. Viele Juden wurden in den folgenden Jahren in das rumänische Besatzungsgebiet Transnistrien vertrieben und ermordet. 1944 wurde die Bukowina erneut von der Roten Armee besetzt; Rumänien erkannte am 10. Februar 1947 durch die Unterzeichnung der Pariser Friedensverträge die neue Grenze endgültig an. Der nördliche Teil gehört seitdem zur Sowjetunion bzw. zur Ukraine, der südliche Teil blieb bei Rumänien.

## Kulturblüte und Untergang

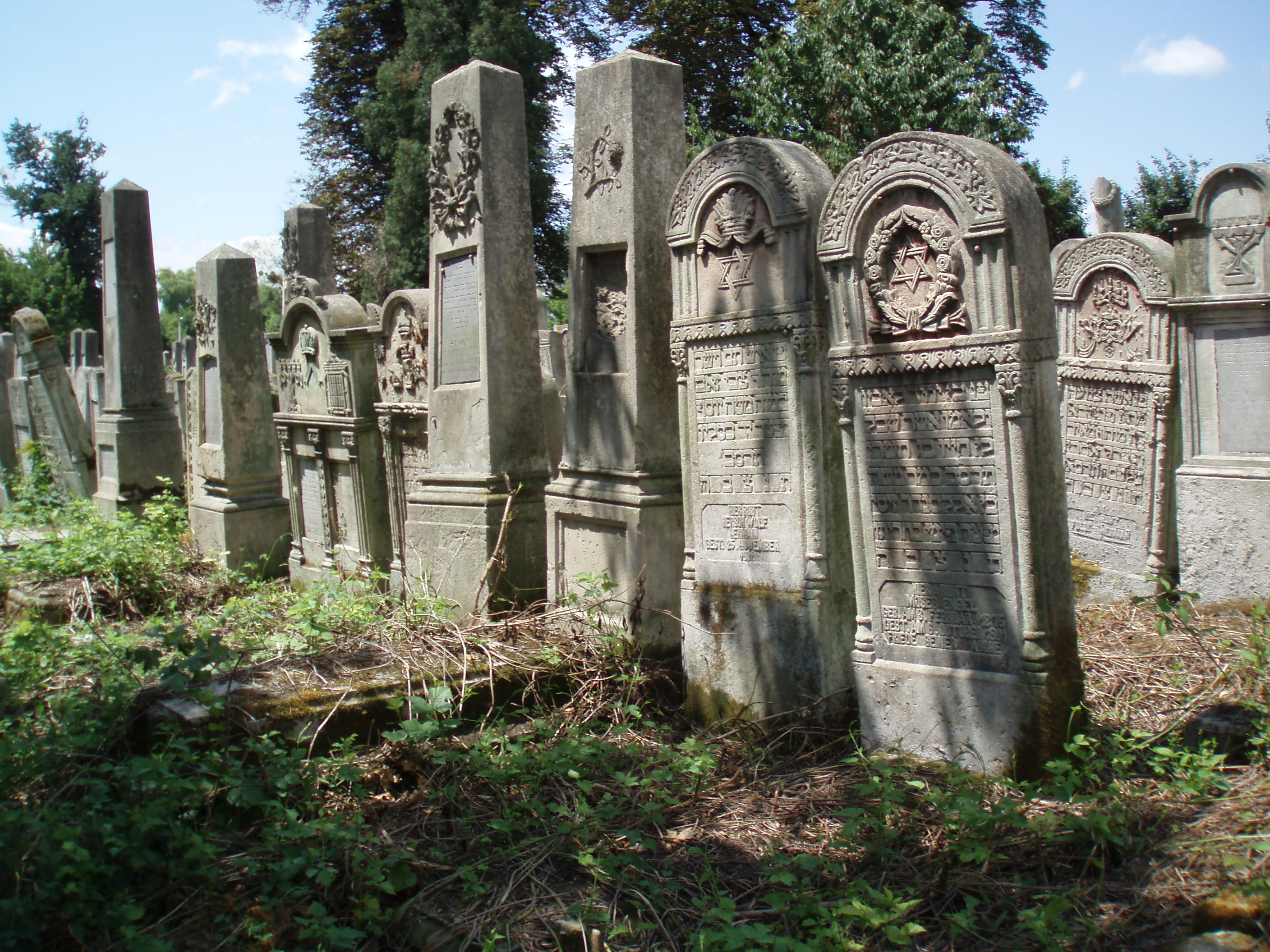
Jüdischer Friedhof (Czernowitz)

Aus wirtschaftlichen und historischen Gründen entstand in der Bukowina, ähnlich wie in Prag, im 19. / 20. Jahrhundert eine multikulturelle Gesellschaft und unter anderem bedeutende deutsche Literatur. Czernowitz wurde ein Zentrum intensiven Handels- und Kulturaustausches zwischen den benachbarten Ländern. Den Mittelpunkt bildete die 1875 gegründete Franz-Josephs-Universität mit griechisch-theologischer, juristischer und philosophischer Fakultät (1895: 40 Lehrer, 285 Hörer). Der berühmteste Autor aus der Bukowina des späten 19. Jahrhunderts war Karl Emil Franzos (1848–1904), der erste Herausgeber der Gesammelten Werke Georg Büchners (1813–1837). In der gesamten Bukowina gab es eine umfangreiche deutschsprachige Presse, darunter das Wochenblatt Bukowinaer Post, die Tageszeitungen Czernowitzer Morgenblatt, die Czernowitzer Allgemeine Zeitung, die Czernowitzer Zeitung, Czernowitzer Deutsche Tagespost, die Bukowiner Nachrichten, die Bukowinaer Rundschau und das zionistische Blatt Ostjüdische Zeitung.
Nach dem Ersten Weltkrieg, als die Bukowina Teil des rumänischen Königreiches war, erlebte die deutsche Kultur der Bukowina – um nur einige wichtige Lyriker deutsch-jüdischen Ursprungs zu nennen – mit Alfred Margul-Sperber (1898–1967), Rose Ausländer (1901–1988), Alfred Kittner (1906–1991), Paul Celan (1920–1970) sowie Selma Meerbaum-Eisinger (1924–1942) ihre zweite und letzte Blüte. Auch Ninon Hesse, geb. Ausländer, die dritte Ehefrau Hermann Hesses, wurde 1895 in Czernowitz geboren. Der wachsende Nationalismus setzte dieser Kultur jedoch ein jähes Ende.

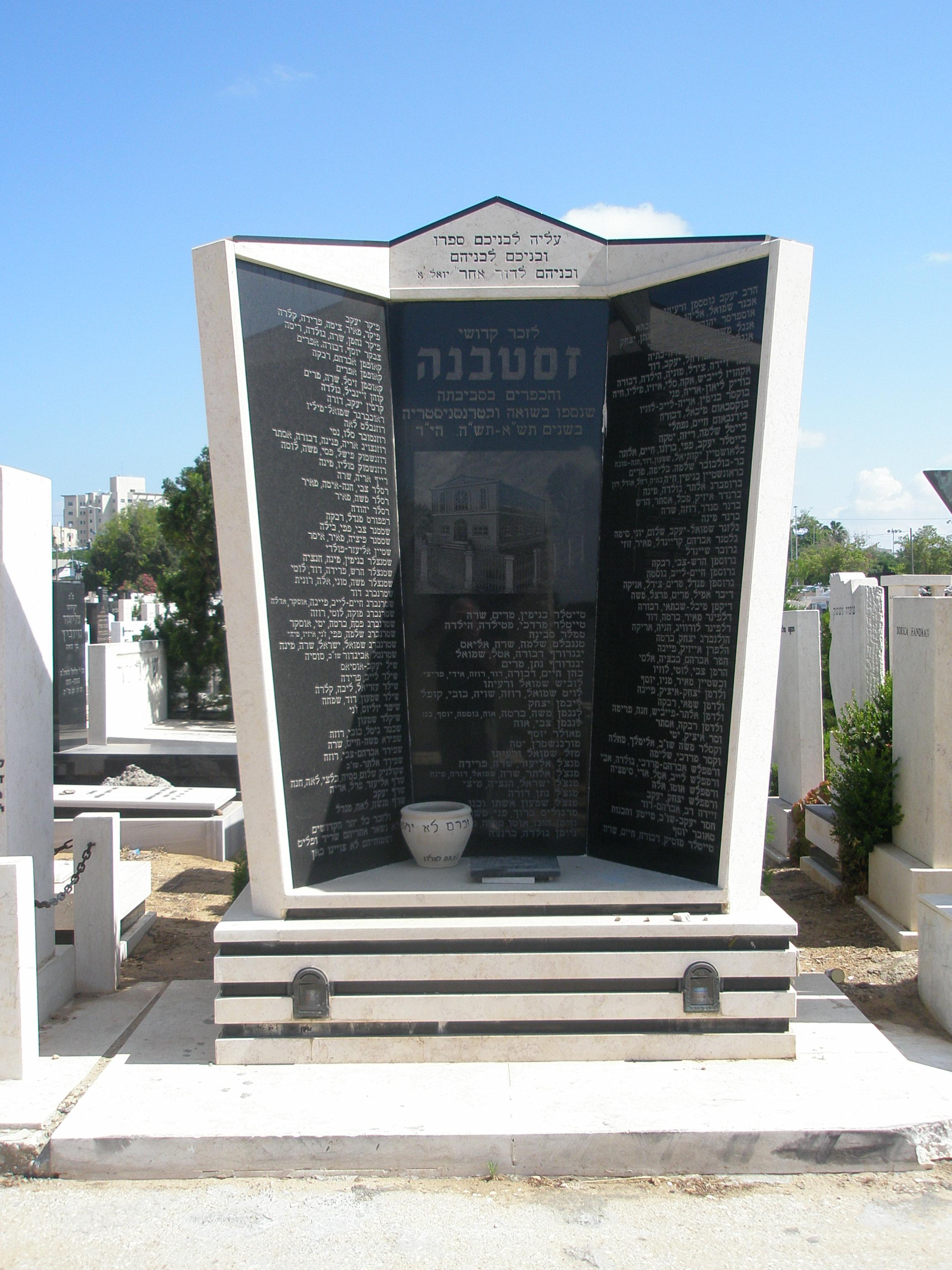
Denkmal für die Holocaustopfer in Sastawna

Während des Zweiten Weltkriegs wurden die meisten jüdischen Bukowinaer 1941–1944 vom faschistischen Antonescu-Regime in die rumänischen Ghettos und KZs in Transnistrien deportiert.
Von den 800.000 jüdischen Rumänen überlebten etwa die Hälfte den Holocaust. Nur wenige von ihnen blieben danach im Land. Die jüdischen Kulturdenkmäler in der Bukowina verfallen.

## Persönlichkeiten

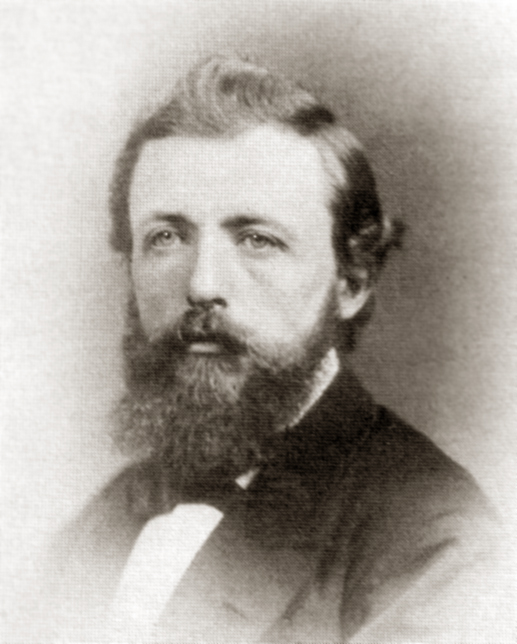
Johann v. Mikulicz

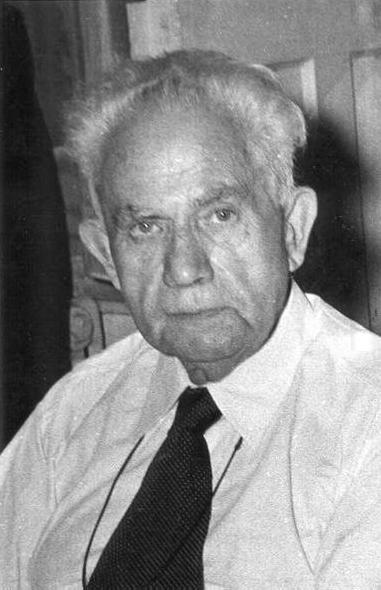
Mayer Ebner

### Schriftsteller und Dichter
- Mosche Altman (1890–1981)
- Rose Ausländer (1901–1988)
- Klara Blum (1904–1971)
- Josef Burg (1912–2009)
- Paul Celan (1920–1970)
- Georg Drozdowski (1899–1987)
- Mihai Eminescu (1850–1889)
- Jurij Fedkowytsch (1834–1888)
- Robert Flinker (1906–1945)
- Alfred Gong (1920–1981)
- Eudoxius von Hormuzaki (1812–1874)
- Jonél Kalinczuk (1856–1934)
- Heinrich Kipper (1875–1959)
- Alfred Kittner (1906–1991)
- Olha Kobyljanska (1863–1942)
- Ossyp Makowej (1867–1925)
- Constantin Mandicevschi (1859–1933)
- Itzik Manger (1901–1969)
- Maria Matios (* 1959)
- Alfred Margul-Sperber (1898–1967)
- Selma Merbaum (1924–1942)
- Ernst Rudolf Neubauer (1828–1890)
- Gregor von Rezzori (1914–1998)
- Moses Rosenkranz (1904–2003)
- Dmytro Sahul (1890–1944)
- Ludwig Adolf Staufe-Simiginowicz (1832–1897)
- Marianne Vincent (1900–1988)
- Immanuel Weissglas (1920–1979)
- Manfred Winkler (1922–2014)
- Kubi Wohl (1911–1935)
- Isidor Worobkiewicz (1836–1903)

### Bildende Künstler
- Arnold Daghani (1909–1985)
- Friedrich Kiesler (1890–1965)
- Oskar Laske (1874–1951)
- George Löwendal (1897–1964)
- Karl Ewald Olszewski (1884–1965)
- George Ostafi (1961–2019)
- Leonard Wintorowski (1875–1927)

### Musiker / Interpreten
- Dol Dauber (1894–1950)
- Joseph Elgiser (1929–2014)
- Theodor von Flondor (1862–1908)
- Maria Forescu (1875–1947)
- Otakar Hřímalý (1883–1945)
- Franz Xaver Knapp (1809–1883)
- James Kok (1902–1976)
- Marija Jaremtschuk (* 1993)
- Eusebius Mandyczewski (1857–1929)
- Karol Mikuli (1819–1897)
- Ludwig Rottenberg (1864–1932)
- Joseph Schmidt (1904–1942)
- Viorica Ursuleac (1894–1985)
- Roman Vlad (1919–2013)

### Sonstige
- Iraclie Porumbescu (1823–1896), Priester
- Teodor Bălan (1885–1972), Historiker und Universitätsprofessor
- Ladislaus Boguslawski (1847–1896), Architekt
- Joseph von Cavallar (1739–1812), Generalmajor und Pferdezüchter
- Mayer Ebner (1872–1955), Journalist und Zionist
- Eugen Ehrlich (1862–1922), Rechtssoziologe
- Ninon Hesse (1895–1966), Kunsthistorikerin und Ehefrau von Hermann Hesse
- Constantin von Hormuzaki (1862–1937), Jurist und Naturwissenschaftler
- Raimund Friedrich Kaindl (1866–1930), Historiker und Ethnologe
- Mila Kunis (* 1983), US-amerikanische Schauspielerin und Synchronsprecherin
- Johann von Mikulicz (1850–1905), Chirurg
- Basil Mitrofanowicz (1831–1888), griechisch-orthodoxer Theologe
- Sylvester Morariu-Andriewicz (1818–1895), Erzbischof von Czernowitz sowie Metropolit der Bukowina und Dalmatiens
- Oleh Pantschuk (1932–2022), Chemiker
- Constantin Popovici (1846–1938), griechisch-orthodoxer Theologe
- Otto Preminger (1905–1986), Filmregisseur
- Petro Rychlo (* 1950), Germanist und Literaturwissenschaftler
- Constantin Tomaszczuk (1840–1889), Rechtswissenschaftler und Politiker
- Alexander Wassilko von Serecki (1871–1920), k. u. k. Kämmerer
- Georg Wassilko von Serecki (1864–1940), Politiker und k. u. k. Kämmerer
- Jordaki Wassilko von Serecki (1795–1861), Politiker und Großgrundbesitzer
- Nikolaus von Wassilko (1868–1924), Politiker und Großgrundbesitzer
- Hugo Weczerka (1930–2021), Historiker

## Städte und Siedlungen
Siehe auch: Juden in Galizien

### Nordbukowina (Ukraine)

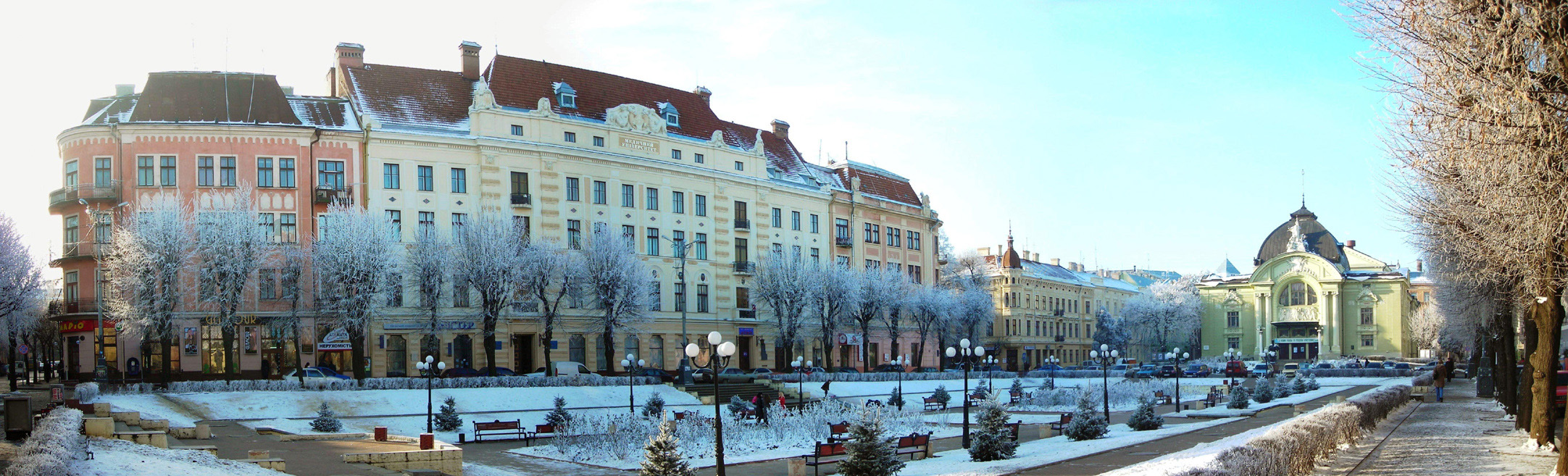
Theaterplatz Czernowitz

- Berehomet
- Czernowitz
- Hlyboka
- Kizman (Kotzman)
- Kostryschiwka
- Krasnojilsk
- Luschany
- Nepolokiwzi
- Nowoselyzja
- Putyla
- Sastawna
- Storoschynez (Storozynetz)
- Waschkiwzi
- Wyschnyzja (Wiznitz)

### Südbukowina (Rumänien)
- Câmpulung Moldovenesc (Kimpolung)
- Gura Humorului (Gura Humora)
- Rădăuți (Radautz)
- Siret (Sereth)
- Solca (Solka)

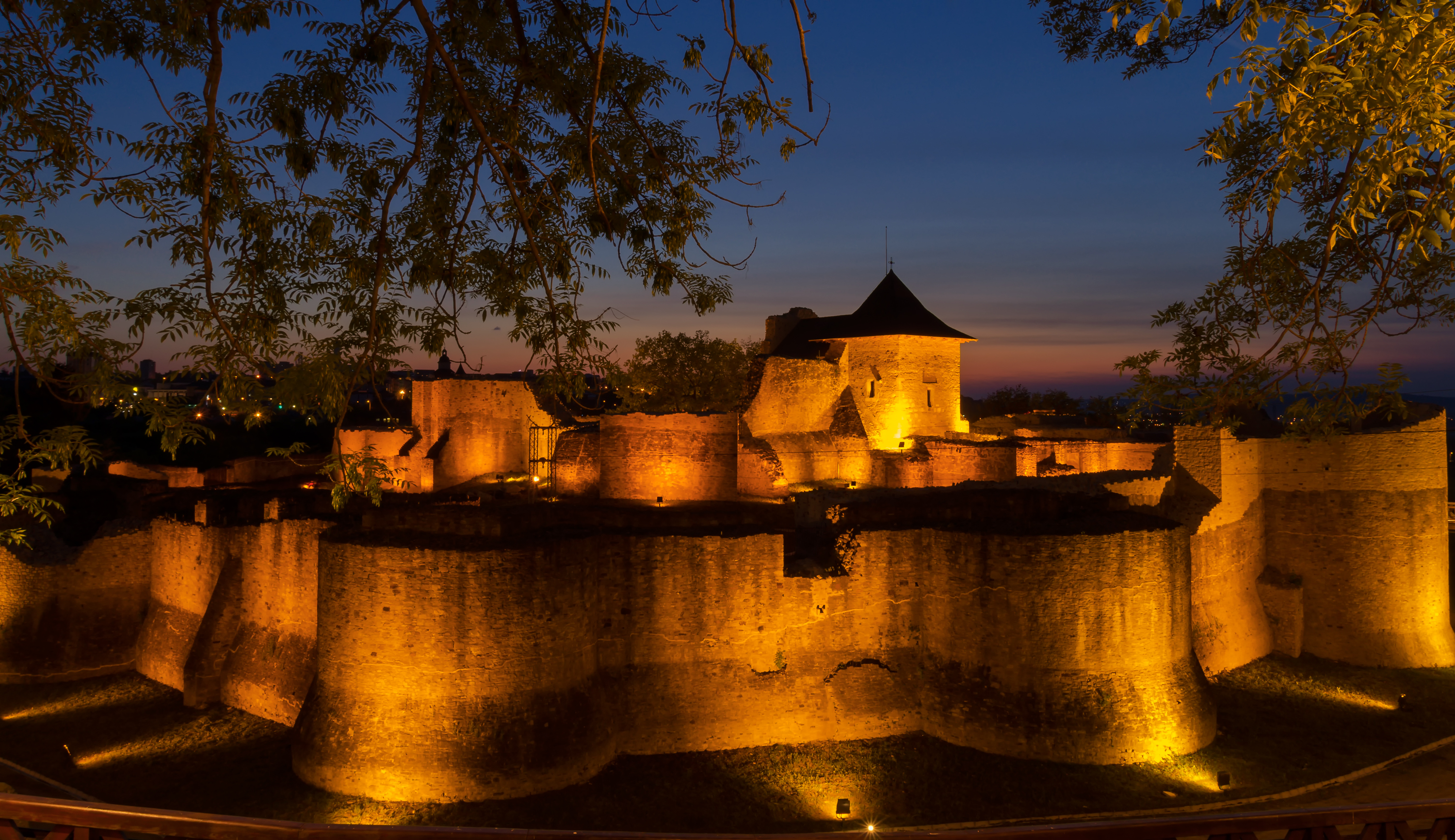
Festung Suceava

- Suceava (Suczawa, wichtigste Stadt in der südlichen Bukowina)
- Vatra Dornei (Dorna Watra)
- Vicovu de Sus (Ober Wikow)

## Dokumentarfilme
- Eine verschwundene Welt von Emil Rennert (2005)
- Czernowitz, einstige Kronstadt der k.k. Österreich-Ungarischen Monarchie. Deutschland 2006, Dokufilm, 80 Minuten.
- Herr Zwilling und Frau Zuckermann, Volker Koepp (Regisseur) Produktionsjahr: 1999, 127 Minuten[50]
- Dieses Jahr in Czernowitz. Deutschland 2003/2004, Dokumentarfilm, 134 Min., Regie: Volker Koepp[51]